# Zullwil
Zullwil är en ort och kommun i distriktet Thierstein i kantonen Solothurn, Schweiz. Kommunen har 675 invånare (2023).